# Гепп, Виктор Теодорович
Виктор Гепп — один из вожаков златоустовского комсомола в годы гражданской войны. Родился в 1902 году в семье мастера механического завода. В 1916 г. поступил в техническое училище. Во время обучения начал общаться с революционно настроенными студентами. В августе 1917 г. вступил в члены городского Союза социалистической рабочей молодежи. После взятия Златоуста белыми в июне 1918 г. стал одним из активных участников комсомольского подполья, главным связным с подпольной большевистской организацией. Арестован в мае 1919 г., заключен в тюрьму, где подвергался допросам и пыткам. Расстрелян 30 июня 1919 г. Похоронен в братской могиле в городском саду.